# Pathé
Пате́ (фр. Pathé або фр. Pathé Frères) — французька кіностудія.
Заснована в 1896 році. Торговою маркою фірми Пате став символ Франції Галльський півень.
В 1908 році в Москві відкрилася філія кіностудії в Російській імперії. Частину своїх фільмів фірма знімала в Україні, зокрема ігрові фільми «Єврейські куплети» (1907), «Чи не час, Пантелею, посоромитись людей» (1908), «Жидівка-вихрестка» (1911), а також багато хронікальних сюжетів.

## Історія
Компанія була заснована під назвою Société Pathé Frères (компанія Pathé Brothers) в Парижі, Франція, 28 вересня 1896 року чотирма братами Шарлем, Емілем, Теофілем і Жаком Пате. Протягом першої половини 20-го століття Pathé стала найбільшою у світі компанією з кіновиробництва кіноустаткування, а також великим виробником грамплатівок.

### Pathé Records
Рушійною силою виробництва фільмів і фонографів був Шарль Пате, який допоміг відкрити фонографний магазин у 1894 році і заснував фонографну фабрику в Шату на західній околиці Парижа. Брати Пате почали продавати фонографи Edison і Columbia і супровідні циліндрові платівки, а пізніше брати розробили та продали власні фонографи, які включали елементи інших брендів. Незабаром після цього вони також почали продавати попередньо записані циліндрові записи. До 1896 року брати Пате мали офіси та студії звукозапису не тільки в Парижі, а й у Лондоні, Мілані та Санкт-Петербурзі. Пате виготовляв циліндрові платівки приблизно до 1914 року. 1905 року брати Пате вийшли на ринок грамофонних платівок.
У Франції Pathé стала найбільшим і найуспішнішим дистриб'ютором циліндрових платівок і патефонів. Однак вони не змогли досягти успіху на зовнішніх ринках, таких як Сполучене Королівство та Сполучені Штати, де вже широко використовувалися інші бренди.
У грудні 1928 року французькі та британські фонографи Pathé були продані компанії British Columbia Graphophone Company. У липні 1929 року активи американської звукозаписної компанії Pathé були об'єднані в новостворену American Record Corporation. Етикетки та каталог Pathé і Pathé-Marconi все ще збереглися, спочатку як відбитки EMI, а тепер як наступник EMI Parlophone Records.

### Фільми Pathé
Коли фонографічний бізнес став успішним, Пате побачив можливості, які відкривають нові засоби розваг і, зокрема, нова кіноіндустрія. Вирішивши розширити звукозаписний бізнес, включивши в нього кінообладнання, компанія різко розширилася. Щоб фінансувати своє зростання, компанія взяла назву Compagnie Générale des Établissements Pathé Frères Phonographes & Cinématographes (іноді скорочено як «C.G.P.C.») у 1897 році, а її акції котирувалися на Паризькій фондовій біржі. У 1896 році Мітчелл Марк з Буффало, штат Нью-Йорк, став першим американцем, який імпортував фільми Pathé до Сполучених Штатів, де їх показували в театрі Vitascope.
У 1907 році Пате придбав патенти братів Люм'єр, а потім приступив до розробки вдосконаленої студійної камери та створення власної плівки. Їхнє технологічно просунуте обладнання, нові переробні потужності, побудовані у Венсенні, і агресивний мерчандайзинг у поєднанні з ефективними системами розподілу дозволили їм захопити величезну частку міжнародного ринку. Вперше вони розширилися до Лондона в 1902 році, де вони створили виробничі потужності та мережу кінотеатрів.
До 1909 року Pathé побудував понад 200 кінотеатрів у Франції та Бельгії, а до наступного року вони мали приміщення в Мадриді, Москві, Римі та Нью-Йорку, а також в Австралії та Японії. Трохи пізніше вони відкрили кінобіржу в Буффало, штат Нью-Йорк. Через свою американську дочірню компанію вона була частиною виробничого картелю MPPC в Сполучених Штатах. Він брав участь у Паризькому кіноконгресі в лютому 1909 року в рамках плану створення подібної європейської організації. Компанія вийшла з проєкту на другій зустрічі в квітні, що фатально підірвало пропозицію.
До початку Першої світової війни Pathé домінував на європейському ринку кінокамер і проєкторів. Підраховано, що свого часу 60 відсотків усіх фільмів було знято за допомогою обладнання Pathé. У 1908 році Pathé розповсюджував «Екскурсію на Місяць» Сегундо де Чомона, імітацію «Подорожі на Місяць» Жоржа Мельєса. Пате і Мельєс працювали разом у 1911 році. Жорж Мельєс зняв фільм «Сон барона Мюнхгаузена», його перший фільм, який розповсюджував Пате. Відносини Пате з Мельєсом зіпсувалися, і в 1913 році Мельєс збанкрутував, і його останній фільм Пате так і не випустив.

### Інновації
В усьому світі компанія наголошувала на дослідженнях, інвестуючи в такі експерименти, як розфарбована вручну плівка та синхронізація фільмів і грамзаписів. 1908 року Пате винайшов кінохроніку, яку показували в кінотеатрах до повнометражного фільму. У роликах новин на початку кожного ролика був логотип Pathé із співаючим півнем. 1912 року компанія представила 28 мм негорючу плівку та обладнання під торговою маркою Pathescope. Pathé News випускала кінохроніку з 1910 року до 1970-х років, коли виробництво припинилося в результаті масового володіння телебаченням.
У Сполучених Штатах, починаючи з 1914 року, компанія побудувала кіностудії у Форт-Лі та Джерсі-Сіті, штат Нью-Джерсі, де досі стоїть їх будівля. Хайтс, Джерсі-Сіті, створив надзвичайно успішні серійні епізоди під назвою «Небезпеки Полін». До 1918 року Pathé виріс до того моменту, коли необхідно було розділити операції на два окремих підрозділи. З Емілем Пате як виконавчим директором, Pathé Records займалася суто фонографами та записами, а брат Чарльз керував Pathé-Cinéma, яка відповідала за виробництво, розповсюдження та показ фільмів.
У 1922 році була представлена домашня плівка Pathé Baby з використанням нової плівки 9,5 мм, яка стала популярною протягом наступних кількох десятиліть. 1921 року Pathé продала своє відділення виробництва кінофільмів у США, яке було перейменовано в «Pathé Exchange», а потім об'єднано з RKO Pictures, зникнувши як незалежний бренд у 1931 році. Pathé продав свої британські кіностудії Eastman Kodak у 1927 році, зберігаючи театр і напрямок дистрибуції.

### Бернар Натан
Пате вже мав значні фінансові проблеми, коли Бернар Натан взяв під свій контроль компанію в 1929 році. Засновник студії Чарльз Пате кілька років продавав активи, щоб підвищити цінність для інвесторів і підтримувати грошовий потік студії в нормі. Засновник компанії навіть продав ім'я Pathé та торгову марку «півень» іншим компаніям в обмін на лише 2 відсотки прибутку. Натану не пощастило очолити студію саме тоді, коли Велика депресія сколихнула французьку економіку.
Натан намагався забезпечити фінанси Pathé та впровадити сучасні методи кіноіндустрії на студії. Натан придбав ще одну кіностудію, Société des Cinéromans, у Артура Бернеда та Гастона Леру, що дозволило Pathé розширитися до виробництва проєкторів та електроніки. Він також купив мережу кінотеатрів Fornier і швидко розширив присутність мережі по всій країні. Французька преса, однак, безжально накинулася на Натана за його керівництво Пате. Багато з цих атак були антисемітськими.
Пате-Натан добре впорався з Натаном. Між 1930 і 1935 роками, попри світову економічну кризу, компанія отримала 100 мільйонів франків прибутку, випустила понад 60 повнометражних фільмів (стільки фільмів, скільки на той час випускали великі американські студії). Він відновив виробництво кінохроніки Pathé News, яка не випускалася з 1927 року.
Натан також інвестував значні кошти в дослідження та розробки, щоб розширити кінобізнес Pathé. 1929 року він підштовхнув Пате до звукового кіно. У вересні студія випустила свій перший звуковий повнометражний фільм, а через місяць — першу звукову кінохроніку. Натан також запустив два нові журнали, пов'язані з кіно, Pathé-Revue та Actualités Féminines, щоб допомогти продати фільми Pathé та створити споживчий попит на кіно. При Натані, Пате також фінансував дослідження Анрі Кретьєна, який розробив анаморфний об'єктив (що призвело до створення CinemaScope та інших широкоекранних форматів фільмів, поширених сьогодні).
Натан розширив бізнес-інтереси Пате в галузі комунікацій, крім кіно. У листопаді 1929 року Натан заснував першу у Франції телевізійну компанію Télévision-Baird-Natan. Рік по тому він купив радіостанцію в Парижі і заснував холдингову компанію (Radio-Natan-Vitus), щоб керувати тим, що стало розвиватися як радіоімперія.
Але в 1935 році Pathé збанкрутував. Щоб профінансувати подальше розширення компанії, рада директорів Pathé (до складу якої все ще входив Шарль Пате) проголосувала в 1930 році за випуск акцій на суму 105 мільйонів франків. Але з поглибленням депресії було куплено лише 50 відсотків акцій. Один з банків-інвесторів зазнав краху через фінансові труднощі, не пов'язані з проблемами Пате, і Pathé був змушений продовжити покупку кількох мереж кінотеатрів, які він більше не міг дозволити собі купити. Хоча компанія продовжувала отримувати прибуток (як зазначалося вище), вона втратила більше грошей, ніж могла принести.
Крах Pathé змусив французьку владу висунути звинувачення Бернару Натану у шахрайстві. Натана звинуватили у фінансуванні купівлі компанії без будь-якої застави, у заволодінні інвесторами шляхом створення фіктивних корпорацій та недбалому фінансовому управлінні. Натана навіть звинуватили в тому, що він приховував свою румунське та єврейське походження, змінюючи ім'я. Натан був звинувачений і ув'язнений у 1939 році. Друге обвинувачення було висунуто в 1941 році, і невдовзі після цього він був засуджений. У вересні 1942 року французькою владою він був вилучений з в'язниці, доставлений нацистам і депортований до Освенцима, де він помер у жовтні 1942 року.
У 1943 році компанія була змушена пройти реструктуризацію і була придбана Адрієном Рамауге. Протягом багатьох років бізнес зазнав ряду змін, включаючи диверсифікацію у виробництво програм для телевізійної індустрії, що розвивається. У 1970-х роках операційні зали обігнали виробництво фільмів як основне джерело доходу Pathé.
Наприкінці 1980-х італійський фінансист Джанкарло Парретті намагався зробити ставку на Pathé, навіть перейшовши на Cannon і перейменувавши її в Pathé Communications в очікуванні володіння відомою студією. Однак темне минуле Парретті викликало у французького уряду достатньо аргументів, що угода провалилася. Це виявилося щасливим рішенням, оскільки Парретті пізніше придбав Metro-Goldwyn-Mayer і об'єднав її зі своєю Pathé Communications Group для створення MGM-Pathé Communications у 1990 році, але втратив її через банкрутство наприкінці 1991 року.

### Жером Сейду
У 1990 році Chargeurs, французький конгломерат на чолі з Жеромом Сейду, взяв під свій контроль компанію. В результаті дерегуляції французького телекомунікаційного ринку в червні 1999 року Pathé об'єднався з Vivendi, при цьому коефіцієнт обміну для злиття був встановлений на рівні трьох акцій Vivendi на кожні дві акції Pathé. The Wall Street Journal оцінює вартість угоди в 2,59 мільярда доларів США. Після завершення злиття Vivendi зберегла частки Pathé у British Sky Broadcasting і CanalSatellite, французькій телерадіокорпорації, але потім продала всі активи, що залишилися, сімейній корпорації Жерома Сейду, Fornier SA, яка змінила назву на Pathé.